# Salvador Estrem i Fa
Salvador Estrem i Fa (Falset, Priorat, 28 de març de 1893 - 14 de setembre de 1936) va ser pagès, intel·lectual i periodista del Priorat.
Era fill de Vicenç Estrem i Domènech propietari natural de Falset i de Lluïsa Fa i Estany natural de Cervera. El 8 de novembre de 1919 es va casar amb Carme Muntané i Miró. Va desenvolupar la seva tasca literària a Falset i comarques circumdants durant els anys 20 i 30 del segle xx, tot fent llibres d'assaig, poemes i articles periodístics. La seva vocació literària li vingué de ben jove: als dotze anys ja va col·laborar en la revista El Patufet). A banda de la literatura va cultivar altres àrees: caricaturisme, filosofia (sobretot Sòcrates), geografia, etc. (a més de treballar com a pagès per al manteniment de la seva família). Va col·laborar amb les revistes Priorat (que va dirigir en la seva tercera etapa), editada a Falset, i El Llamp, editada a Gandesa. Políticament fou representant de la Lliga Regionalista al Priorat i es vinculà fortament al catalanisme.
Quant a l'obra, en poesia va publicar els reculls: Les hores dolces (1920), Elegia del Priorat i altres versos (1927), La mala collita (1930) i El Crist de la solitud (1936). Aquesta darrera és, potser, la seva obra més important. El prestigi que va adquirir amb les seves obres van fer que li donessin el qualificatiu de "El poeta del Priorat". També fou força variada la seva obra en prosa. A La gent del Llamp (1929) fa un report biogràfic dels seus companys en l'edició de l'històric setmanari gandesà. També va fer un llibre d'articles, Instants (1932), recull de les aportacions en premsa, i un llibre de viatges, Terra Castellana (1935), on detalla les seves vivències durant una estada a Madrid. Quant al teatre, publicà La vida de santa Rosalia i El viure que no torna.
També va ser l'introductor al Priorat de l'ideari lingüístic llengua catalana de Pompeu Fabra i altres intel·lectuals del seu entorn.
Fou assassinat el 1936 per l'escamot revolucionari conegut com la Brigada de la Mort, comandada per Pascual Fresquet Llopis.
La Biblioteca de Falset porta el seu nom